# Hartwichshof
Hartwichshof ist ein Ortsteil von Vohenstrauß im Landkreis Neustadt an der Waldnaab in der Oberpfalz.

## Geographische Lage
Die Einöde liegt ungefähr vier Kilometer südöstlich von Vohenstrauß an einer Stichstraße. Etwa 500 Meter nördlich verläuft die Bundesautobahn 6. Rund 300 Meter östlich befinden sich der 532 Meter hohe Tonbühl und der Fahrnbach, der hier zu mehreren kleinen Weihern aufgestaut wurde.

## Geschichte
1964 war Hartwichshof Gemeindeteil der Gemeinde Vohenstrauß. 1990 gehörte der Ort zur Pfarrei Vohenstrauß. In Hartwichshof lebten keine Katholiken.
1987 wurden in Hartwichshof zwei, bei der Volkszählung 2011 keine Einwohner gezählt.
In Hartwichshof befindet sich das 2004 gegründete Jugendhilfe-Projekt finofamilia Jugendhilfe GmbH. Dieses Projekt wurde 2013 durch das JFF – Institut für Medienpädagogik in Forschung und Praxis gefördert.